# Luminol/The Watchmaker
Luminol/The Watchmaker è un singolo del cantautore Steven Wilson, pubblicato il 20 aprile 2013 come unico estratto dal terzo album in studio The Raven That Refused to Sing (And Other Stories).

## Descrizione
Entrambi i brani, al pari dei restanti dell'album, narrano storie di fantasmi.
Luminol narra di un suonatore ambulante che, secondo Wilson, è «lì ogni singolo giorno. Non importa com'è il clima; lui è sempre lì, [intento a] suonare la sua chitarra acustica e a cantare questi brani. Neve, pioggia, burrasca – nulla potrà impedirgli di essere al suo posto. [...] Egli è il tipo di persona così impostato nella sua routine che neanche la morte riuscirebbe a fermarlo.» Ancor prima della sua pubblicazione, Wilson aveva eseguito il brano dal vivo insieme al suo gruppo durante la seconda parte del Grace for Drowning Tour nel 2012 (una sua esecuzione è stata inserita nell'album dal vivo Get All You Deserve).
The Watchmaker narra invece la storia di un orologiaio (descritto da Wilson come un personaggio «meticoloso riguardo al suo mestiere, ma non ha mai avuto alcun tipo di sfogo emotivo, né ha espresso la violenza o qualsiasi sorta di emozioni estreme»), il quale, dopo essere stato insieme per oltre 50 anni con la propria moglie, uccide quest'ultima, seppellendola sotto il pavimento della sua bottega. Tuttavia, lei ritorna con l'intenzione di portare l'orologiaio con sé.

## Pubblicazione
In occasione dell'annuale Record Store Day, tenuto il 20 aprile 2013, la Kscope ha pubblicato le versioni demo dei due brani in formato vinile. A differenza delle versioni definitive presenti in The Raven That Refused to Sing (And Other Stories), queste versioni sono state suonate unicamente da Wilson, eccezione fatta per gli assoli di chitarra, curati da Niko Tsonev.

## Tracce
- Lato A

1. Luminol (Demo Version) – 13:05

- Lato B

1. The Watchmaker (Demo Version) – 12:25

## Formazione
- Steven Wilson – chitarra, basso
- Niko Tsonev – chitarra aggiuntiva (traccia 1), assolo di chitarra (traccia 2)